# ريبيكا تريستر
ريبيكا تريستر (بالإنجليزية: Rebecca Traister) كاتبة صحفية ومؤلفة أمريكية، وُلدت عام 1975. وتكتب في الوقت المعاصر في مجلتي نيويورك وذا الكت بوصفها كاتبة عمود، وتحرر أيضًا في مجلة إل. كانت تكتب في مجلة ذا نيو ريببلك في الفترة من فبراير 2014 وحتى يونيو 2015.

## أعمالها
- العظيمات لا يبكين[7] هو كتاب عن أحداث واقعية كتبته الصحفية الأمريكية ريبيكا تريستر عام 2010 ونشرته بعد ذلك الصحافة الحرة. يناقش الكتاب إسهامات المرأة وتجربتها السياسية خلال الانتخابات الرئاسية في الولايات المتحدة عام 2008.[8]
- جميع النساء العازبات[9] أو كل السيدات الوحيدات: النساء غير المتزوجات وصعود الأمة المستقلة:[10] تلقي الكاتبة الضوء على حياة المرأة الأمريكية من النواحي العاطفية والاقتصادية والاجتماعية. وبدأت الكاتبة في تناول هذه الظاهرة منذ عام 2009، حيث تناولت ظاهرة النساء الأمريكيات العازبات في القرن الحادي والعشرين. وفي ذلك العام انخفض معدل المتزوجات إلى نحو النصف، كما ارتفع متوسط عمر الزواج للمرة الأولى إلى 27 سنة بعد أن كان ما بين 20-22 سنة على مدى قرن من الزمن تقريبا (1890-1980).[11] وتم نشر الكتاب عام 2016 من دار نشر سايمون أند تشوستر.[12]